# تزمنت الشرقية
قرية تزمنت الشرقية هي إحدى القرى التابعة لمركز بني سويف في محافظة بني سويف في جمهورية مصر العربية. حسب إحصاءات سنة 2006، بلغ إجمالي السكان في تزمنت الشرقية 11829 نسمة، منهم 5842 رجل و 5987 امرأة.

## الأعلام
- كيرلس الخامس بابا الإسكندرية
- سديد الدين التزمنتي إمام الشافعية